# Schausiella schausi
Schausiella schausi är en fjärilsart som beskrevs av Eugène Louis Bouvier 1931. Schausiella schausi ingår i släktet Schausiella och familjen påfågelsspinnare. Inga underarter finns listade.